# Zhongjianosaurus

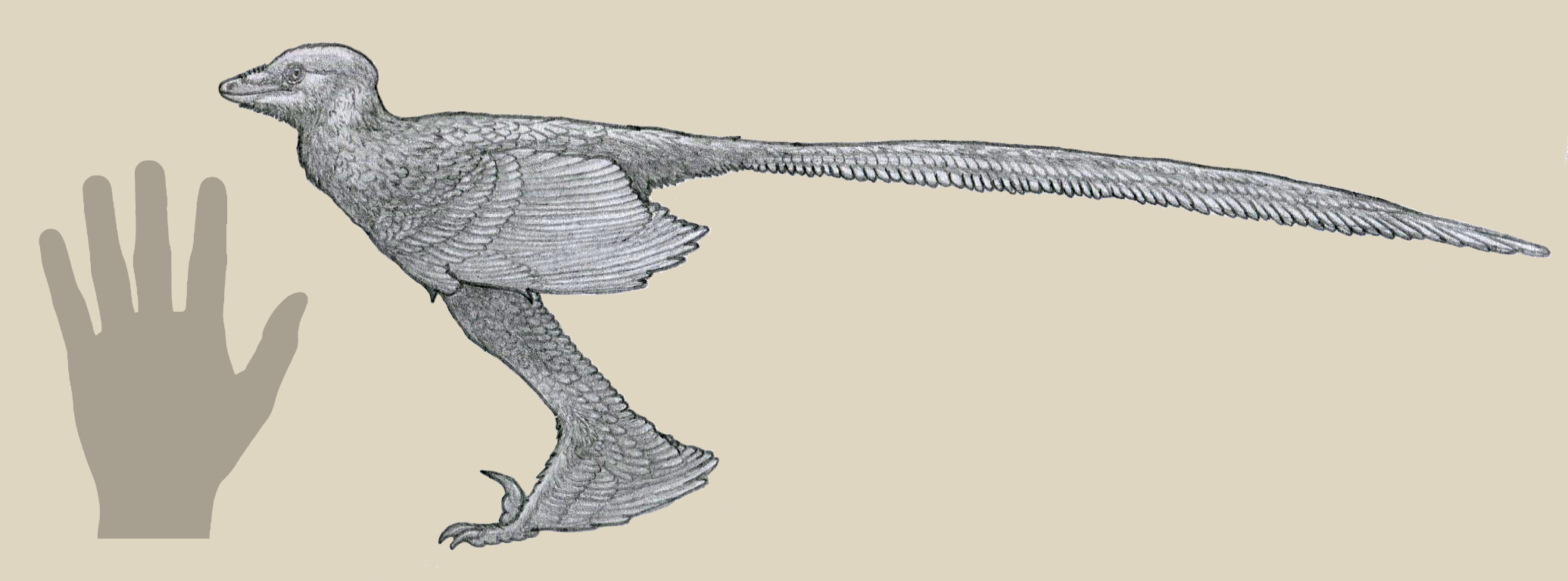
Zhongjianosaurus yangi

Zhongjianosaurus yangi is een theropode dinosauriër, behorend tot de Maniraptora, die tijdens het vroege Krijt leefde in het gebied van het het huidige China.

## Vondst en naamgeving
In de jaren tien van de eenentwintigste eeuw voegde het Institute of Vertebrate Paleontology and Paleoanthroplogy te Beijing een fossiel van een kleine theropode aan zijn collectie toe, gevonden in de omgeving van Sihedan in de provincie Liaoning. Het exemplaar werd geprepareerd door Ding Xiaoqing.
In 2017 werd de typesoort Zhongjianosaurus yangi benoemd en beschreven door Xu Xing en Qin Zichuan. De geslachtsnaam en soortaanduiding eren in combinatie de grote Chinese paleontoloog Yang Zhongjian.
Het holotype, IVPP V 22775, is vermoedelijk gevonden in een laag van de Yixianformatie die dateert uit het Aptien. De beschrijvers beklemtonen dat verder onderzoek noodzakelijk is naar de stratigrafie van de lagen bij Sihedan. Het bestaat uit een skelet zonder schedel, gedeeltelijk in verband liggend, platgedrukt op een enkele plaat. De staart en het voorste deel van de romp liggen in één stuk. Van de nek zijn de achterste vier wervels bewaard, van de rug de voorste zeven. Het bekken en de rechtervoet ontbreken, alsmede de rechteronderarm inclusief hand. De beenderen hebben op veel punten ernstige schade opgelopen. Het zou gaan om een volwassen dier, ondanks de geringe grootte. Er is geen duidelijk verenkleed aanwezig op het fossiel.

## Beschrijving

### Grootte en onderscheidende kenmerken
Het holotype is zeer klein. De lichaamslengte inclusief kop moet ongeveer een halve meter bedragen hebben. Het gewicht is geschat op slechts 310 gram. De staart is zeer lang ten opzichte van de romp en hetzelfde geldt voor de achterpoten. Het dijbeen heeft een lengte van negenenvijftig millimeter.
De beschrijvers wisten verschillende onderscheidende kenmerken vast te stellen. Deze zijn autapomorfieën, afgeleide unieke eigenschappen. De haakvormige uitsteeksels van de processus uncinati zijn relatief lang en met hun ribben versmolten. Het vorkbeen vormt een wijde boog met slanke en naar achteren gekromde takken. Bij het opperarmbeen staat het bovenste uiteinde naar binnen toe sterk van de schacht af. De binnenhoek van het bovenste uiteinde van het opperarmbeen is kort. De deltopectorale kam van het opperarmbeen wordt doorboord door een groot foramen. De onderste gewrichtsknobbel van het opperarmbeen voor het contact met de ellepijp is sterk vergroot. De ellepijp is iets langer dan het opperarmbeen. Bij de processus olecrani van de ellepijp is de achterrand van binnen naar buiten toegeknepen. Het onderste uiteinde van de ellepijp is naar voren gebogen en sterk naar buiten verbreed. Het naar de pols gerichte uiteinde van het eerste middenhandsbeen is sterk naar beneden en buiten verbreed. Het tweede middenhandsbeen is naar buiten gebogen met een lengtegroeve op de onderzijde. Het tweede kootje van de eerste vinger, de duimklauw, heeft geen beenlip aan de bovenzijde van het gewricht met het eerste kootje en is ook niet sterk bol naar boven gebogen. De kop van het dijbeen is krachtig gebouwd en is lager dan de buitenste beenstijl van de bovenste trochanters. Van de onderste gewrichtsknobbels van de tibiotarsus, de versmelting van scheenbeen en enkel, heeft de binnenste een opvallende uitstulping aan het ondervlak. De middenvoet is arctometatarsaal, dus met een bovenaan toegeknepen derde middenvoetsbeen. Het tweede middenvoetsbeen heeft geen scharniergewricht aan het onderste uiteinde.

### Skelet
Bij de zevende halswervel is de nekrib naadloos vergroeid, zij het met een foramen transversarium. De voorste drie rugwervels zijn sterk overdwars afgeplat en hebben op de voorste onderkant een hypapofyse; bij de eerste wervel beslaat die verdikking het voorste twee derden deel van het ondervlak. De vierde tot en met zevende wervel tonen geen pleurocoelen, anders dan bij de meeste dromaeosauriden uit de Jehol.
De minstens acht ribben zijn naar voren gebogen en de voorste vier eindigen onderaan in een verdikking als contact met de borstbeenribben. De derde tot en met zevende rib dragen op twee derden van de bovenkant processus uncinati. Deze zijn verbonden aan de achterkant van de ribben via een verdikking. De voorste twee processus uncinati zijn met hun rib naadloos vergroeid, iets wat eerder alleen bij vogels is aangetroffen. Deze uitsteeksels, die vermoedelijk de ademhaling dienden, staan schuin naar achteren omhoog en zijn recht. De tweede processus uncinatus is het langst met veertien millimeter, de breedte van vier ribben beslaand en dus meer naar achteren stekend dan bij Microraptor.
De staart telt naar schatting zevenentwintig wervels, een laag aantal zoals bij basale vogels. De bewaarde lengte van zesentwintig wervels heeft een lengte van 302 millimeter, ongeveer driemaal de romplengte. De staart is verstijfd door verlengde voorste gewrichtsuitsteeksels en chevrons op de kortere vier voorste wervels na. De zijuitsteeksels houden al op bij de zesde wervel wat uitzonderlijk is voor een theropode buiten de vogels. De voorste chevron is een verticale structuur; de meer naar achteren gelegen haemaalbogen zijn horizontaal verlengd.
Het borstbeen is groot en langwerpig met vijf sternale ribben; Microraptor en Sinornithosaurus hebben maar vier paar. De ribben zijn ten dele lang en robuust. Het vorkbeen is U-vormig met takken die een hoek van 125° met elkaar maken. De takken buigen naar achteren als bij de Unenlagiinae. Hun vergroeiing in het midden, de synostosis interclavicularis, is nog een centimeter diep maar naar de punten, die achtentwintig millimeter uit elkaar liggen, lopen ze taps toe.
In de schoudergordel zijn het schouderblad en het ravenbeksbeen vergroeid tot een scapulocoracoïde, een teken dat het niet om een jong dier gaat. Beide elementen maken een rechte hoek met elkaar zodat een L-vormige structuur ontstaat. Het schouderblad, slank maar overdwars dik, heeft 77% van de lengte van het opperarmbeen. Het is sterk naar binnen gekromd. Het schoudergewricht is naar buiten open zodat de arm beter als vleugel kan functioneren. De L-vorm wordt veroorzaakt doordat het ravenbeksbeen twee takken heeft: een korte bovenste die naar het schouderblad gericht is en een langere onderste die naar onderen en achter wijst. Op de grens van beide takken steekt een forse tuberculum coracoideum uit. Boven die bult loopt door de bovenste tak een foramen supracoracoideum naar binnen. De onderste tak heeft op de achterrand een grote groeve in de vorm van een druppelvormige opening. Deze tak is veel langer van voor naar achter dan overdwars breed anders dan bij Sinornithosaurus. Een haakvormig uitsteeksel op de buitenste achterrand lijkt te ontbreken maar dat zou ook een beschadiging kunnen zijn.
Het opperarmbeen is robuust met eenzelfde schachtdiameter als die van het dijbeen. De bovenkant is sterk naar binnen gekromd, zodanig dat de kop binnen de binnenrand van de schacht uitvalt. De bovenste binnenhoek heeft een rechte binnenrand die echter niet ver uitsteekt. De deltopectorale kam is vrij kort en beslaat 30% van de lengte van het bot. Zeer opvallend is dat de kam doorboord wordt door en groot ovaal venster net als bij de basale vogels Confuciusornis en Sapeornis. De structuur van de buitenste onderste gewrichtsknobbel voor het contact met de ellepijp is extra van voor naar achteren versterkt door het aansluiten van de beenstijl van het enteëpicondyle; een verticaal groefje scheidt beide nog.
Ook de ellepijp is robuust, bijna even dik als het dijbeen. De ellepijp is daarbij sterk naar achteren gebogen. Dit zijn beide kenmerken die typisch zijn voor vogels en daar gezien worden als aanpassingen voor het verankeren van slagpennen voor een klappende vlucht. De ellepijp is daarbij met vierenveertig millimeter geen kort element doch 2% langer dan het opperarmbeen, de eerste keer dat dit voor een dromaeosauride wordt vastgesteld. De achterste bovenkant heeft een krachtige processus olecrani, een uitsteeksel om de onderarm te strekken, die van achteren toegeknepen is tot een verticale richel, net als bij Mahakala. Het onderste uiteinde van de ellepijp is bolvormig afgerond aan de buitenzijde. Het spaakbeen is veel dunner met een doorsnede van slechts een derde van die van de ellepijp. Het bovenste uiteinde is naar voren gebogen en het bultje voor de aanhechting van de musculus biceps brachii is klein. De schacht is overdwars fors afgeplat en het onderste uiteinde is naar voren en binnen verbreed.
Een halvemaanvormig polsbeentje is met het eerste en tweede middenhandsbeen vergroeid tot een carpometacarpus. Het eerste middenhandsbeen is slank en kort met 30% van de lengte van het tweede middenhandsbeen. Het boveneind is sterk verbreed, richting pols en palm. Het onderste gewricht staat sterk naar binnen, richting lichaam, af doordat een smalle buitenste gewrichtsknobbel sterk naar het uiteinde en de palmzijde uitsteekt. Het tweede middenhandsbeen is richting palmzijde gebogen. Het is half zo slank als het eerste middenhandsbeen en loopt taps toe naar de vinger, een uniek kenmerk voor de dromaeosauriden. Er bevindt zich een lengtegroeve op de palmzijde die echter ophoudt voor de onderste verbreding die zo dieper is haaks op de palm gemeten dan overdwars. Het eerste kootje van de eerste vinger is slank. Samen met het eerste middenhandsbeen bedragen ze slechts 92% van de lengte van het tweede middenhandsbeen, een uitzonderlijk lage waarde. De klauw, het tweede kootje, heeft geen lip op de bovenzijde en slechts een geringe bolling aan die kant; de punt is echter sterk naar beneden gekromd, verder dan het niveau van het gewrichtsvlak.
De achterpoot is opvallend lang. Het dijbeen, onderaan overdwars verbreed, is tamelijk recht met een lage, wat naar achteren uitgebreide, kop. Dit duidt op een rechte stand van de achterpoot. Daarop wijst ook het sterk naar beneden uitgroeien van de binnenste onderste gewrichtsknobbel van de tibiotarsus, de vergroeiing van het scheenbeen met het sprongbeen. Het kuitbeen raakt het hielbeen. Het onderbeen heeft minus voet 130% van de lengte van het dijbeen en is achtenzeventig millimeter lang.
De middenvoet is met de onderste tarsalia vergroeid tot een tarsometatarsus. In het bovenvlak daarvan liggen twee nevengeplaatste uithollingen gescheiden door een zwelling. Dit gewrichtsvlak steekt niet aan de buitenzijde naar achteren uit. De middenvoetsbeenderen zijn bovenaan versmolten. Het tweede en vierde middenvoetsbeen dringen het derde middenvoetsbeen bovenaan van het voorvlak. Daar levert het vierde middenvoetsbeen het merendeel van de breedte; onderaan is dat juist het tweede middenvoetsbeen, net als bij Graciliraptor. Het tweede middenvoetsbeen heeft onderaan geen scharniergewricht maar een afronding zodat de tweede teen makkelijk naar binnen kon bewegen. Die overigens niet bewaardgebleven. Ook het derde middenvoetsbeen heeft onderaan geen scharniergewricht. De teenkootjes zijn vrij slank. Het derde kootje van de derde teen is langer dan het tweede kootje. Dat is een aanpassing bij huidige boombewonende vogels om beter een tak te kunnen vastgrijpen. De voetklauwen zijn matig gekromd met matig ontwikkelde bultjes voor de aanhechting van de pees van de krommende spier.

## Fylogenie
Zhongjianosaurus is binnen de Dromaeosauridae in de Microraptorinae geplaatst. Er werd echter geen exacte kladistische analyse uitgevoerd.

## Levenswijze

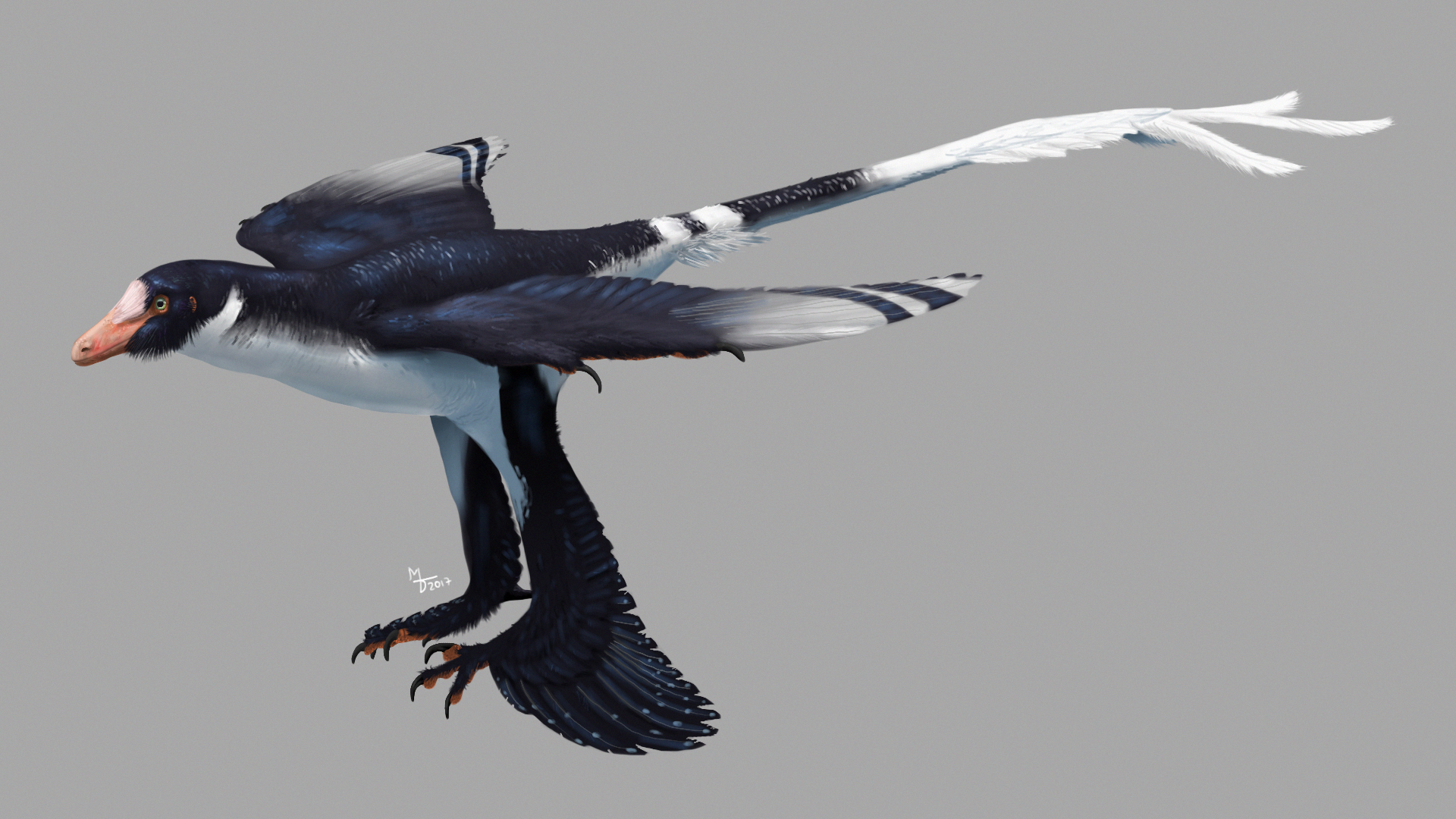
Zhongjianosaurus als een glijdende vorm

Zhongjianosaurus was in 2017 al weer de negende dromaeosauride die uit de Jeholgroep werd beschreven — indien althans Microraptor gui en Sinornithosaurus haoiana als geldige soorten worden beschouwd. De beschrijvers zagen dit als een sterke aanwijzing voor een nicheverdeling. De kleine Zhongjianosaurus zou daarbij de rol vervuld hebben van een in de bomen levende omnivore vorm, wellicht in staat tot glijvluchten. Weliswaar bedraagt de vleugelspanwijdte slechts een halve meter en heeft het opperarmbeen maar 73% van de lengte van het dijbeen doch de korte lengte van de romp en de grote lengte van de achterpoten maken dat die verhoudingen niet in de weg staan aan redelijke aerodynamische capaciteiten. Dit wordt bevestigd door een robuust opperarmbeen, en een ellepijp die sterk gebogen is en langer dan het opperarmbeen, het laatste een kenmerk dat buiten de vogels nooit eerder in de Theropoda werd aangetroffen.